# Euonthophagus atramentarius
Euonthophagus atramentarius är en skalbaggsart som beskrevs av Ménétriès 1832. Euonthophagus atramentarius ingår i släktet Euonthophagus och familjen bladhorningar. Inga underarter finns listade i Catalogue of Life.